# Rayure (motif)
Pour les articles homonymes, voir Rayure.

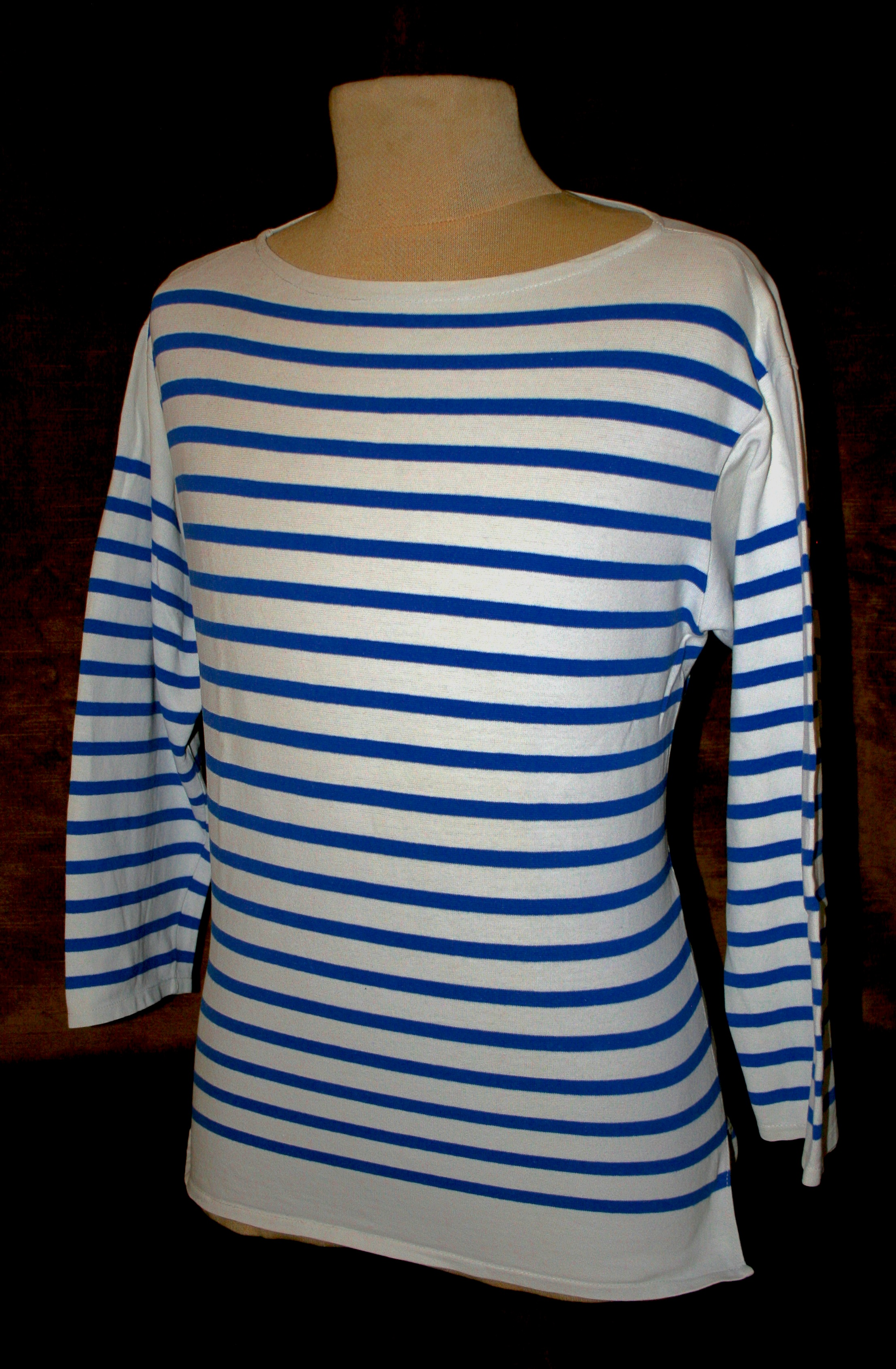
Marinière de la Marine nationale.

Une rayure est une bande d’une certaine largeur contrastant par rapport au fond sur lequel elle se trouve. Un même motif peut être composé d'une ou plusieurs rayures, parallèle ou uni-directionnelle.

## Histoire
Au Moyen Âge, la rayure était perçue comme une marque péjorative, et était par exemple utilisée pour désigner en peinture les personnages maléfiques . Si de nos jours une certaine rayure négative persiste dans l’imaginaire collectif (prisonniers, déportés), une rayure positive s'est aussi imposée (loisirs de bord de mer, sport avec le logo Adidas, monde de l'enfance, mode,…).
En 1917, Coco Chanel qui apprécie les loisirs de bord de mer incorpore des rayures dans ses collections. L’autre grand couturier adepte de rayures est Jean Paul Gaultier, qui utilise la marinière dans chaque collection depuis les années 1980.
Au XXe siècle la rayure est un motif fréquent pour les cravates. Le sens des rayures obliques est presque toujours le même, et les couleurs et largeurs des raies renvoient souvent à des organisations sociales : clubs, anciens d'école ou de régiment.